# Транспорт на Маршалловых Островах
Транспорт на Маршалловых Островах представлен автомобильным, воздушным, водным (морским) транспортом. В населённых пунктах общественный транспорт пассажирских перевозок не развит. Площадь страны — 181 км² (217-е место в мире). Форма территории — архипелаг, вытянута с юго-востока на северо-запад 2000 км. Географическое положение Маршалловых Островов позволяет стране контролировать транспортные пути в восточной части акватории Тихого океана между Юго-Восточной Азией и Северной Америкой.

## Автомобильный транспорт
Общая протяжённость автомобильных дорог в Маршалловых Островах, по состоянию на 2007 год, составляет 2028 км, из которых лишь 75 км с твёрдым покрытием (176-е место в мире).

## Воздушный транспорт
В стране, по состоянию на 2013 год, действует 15 аэропортов (146-е место в мире), из них 4 с твёрдым покрытием взлётно-посадочных полос и 11 с грунтовым.
По состоянию на 2015 год, на Маршалловых Островах зарегистрирована 1 авиакомпания, которая владеет 1 воздушным судном. За 2015 год общий пассажирооборот на внутренних и международных рейсах составил 86,87 тыс. человек. За 2015 год воздушным транспортом перевозок грузов, кроме багажа пассажиров, не совершалось.
Маршалловы Острова являются членом Международной организации гражданской авиации (ICAO). Согласно статье 20 Чикагской конвенции о международной гражданской авиации 1944 года, Международная организация гражданской авиации для воздушных судов страны, по состоянию на 2016 год, закрепила регистрационный префикс — V7, основанный на радиопозывных, выделенных Международным союзом электросвязи (ITU). Аэропорты Маршалловых Островов имеют буквенный код ИКАО, начинающийся с — PK.

## Водный транспорт

### Морской транспорт
Морской торговый флот страны, по состоянию на 2018 год, состоял из 3419 морских судов с тоннажем больше 1 тыс. регистровых тонн (7-е место в мире), из которых: сухогрузов — 1437, контейнеровозов — 256, генеральный груз — 68, нефтяных танкеров — 837, других — 821.
По состоянию на 2010 год, количество морских торговых судов, которые ходят под флагом страны, но является собственностью других государств — 1465.

## Государственное управление
Государство осуществляет управление транспортной инфраструктурой страны через министерство транспорта и связи. По состоянию на 20 июля 2016 года министерство возглавляет Майк Галферти.